# Albert Camus par lui-même
Albert Camus par lui-même est un essai paru en 1963 du journaliste et essayiste Morvan Lebesque sur l'œuvre de l'écrivain Albert Camus, prix Nobel de littérature en 1957.

## Temps d'Alger
Pour la famille Camus et les « pieds-noirs » de condition modeste, l'Algérie de la Belle époque n'a rien d'une sinécure, rien d'un éden. Camus a assez peint son quartier ouvrier de Belcourt pour qu'on ait une idée exacte de leur situation quand, après la mort du père, la mère et ses deux fils doivent revenir vivre chez la grand-mère à Alger. À travers les récits largement autobiographiques de L'Envers et l'Endroit, il décrit sa vie à Alger, l'atelier de l'oncle tonnelier qui vivait avec eux ou sa passion pour le football qu'il conservera toujours et ses « exploits » comme gardien de buts au R.U.A, le Racing-club Universitaire d'Alger. Il passe de l'école de son quartier et la tendre affection qu'il portera toujours à son instituteur monsieur Germain au lycée du centre-ville où il verra concrètement la différence entre quartier riche et quartier pauvre mais où il va rencontrer aussi des professeurs qu'il apprécie et qui l'apprécient en retour comme le philosophe Jean Grenier qui deviendra « son ami et son maître ». 
Sa première grande passion, outre celle qu'il a pour le football et qui ne se démentira jamais, c'est le théâtre : l'action théâtrale sous toutes ses formes, aussi bien l'écriture que la mise en scène et même « faire l'acteur » ou diriger un festival. 
Dans sa jeunesse, ce fut d'abord le Théâtre du Travail qui devint le Théâtre de l'Équipe. (Pour lui, tout un symbole). Il écrira à cette époque un texte symptomatique de sa conception du théâtre dans un fascicule intitulé Manifeste de Poésies et Théâtre. Lui pour qui l'amitié est fondamentale trouve dans le théâtre l'occasion de rencontrer ceux qui resteront toujours ses amis : l'écrivain Gabriel Audisio, qu'il défendra vigoureusement au besoin comme Claude de Fréminville. « Je comprends ici, écrit Camus, ce qu'on appelle gloire : le droit d'aimer sans mesure ».

## Guerre et absurde
Le 2 septembre 1939, il veut partir pour la Grèce... mais la guerre l'en empêche ; ce sera pour beaucoup plus tard. Pour le moment, il est persona non grata à Alger et son ami Pascal Pia lui décroche un emploi de journaliste à Paris-Soir. Il est à Paris. Fin décembre 1940, il se marie à Lyon avec Francine avant d'aller vivre avec sa jeune femme à Oran dans sa famille. Là, il découvre la ville qu'il appellera « le Minotaure » tellement il est frappé par le contraste entre les deux villes d'Oran et d'Alger, contraste qui accroît sa nostalgie d'Alger. 
Mais la maladie le rattrape et il part dans la Haute-Loire au Panelier pour se reposer et offrir à ses poumons malades l'air vivifiant de la montagne. Il fait le point, il a déjà publié des nouvelles autobiographiques, L'Envers et l'Endroit puis Noces et le cycle de l'absurde est largement entamé : L'Étranger et Caligula sont terminés, Le Malentendu bien avancé et Le Mythe de Sisyphe commencé.
La-bas, c'est la guerre qui va le rattraper. Peu à peu, sous l'influence de Jean Pia en particulier, il va s'y impliquer jusqu'à sa participation au journal Combat qu'il va ensuite diriger et la publication de ses Lettres à un ami allemand. 

## Combat et journalisme
Son après-guerre sera surtout fait de combats, défense et illustration de ses idées dont on retrouve les principaux textes dans le tome II de ses Carnets. C'est le temps de son combat contre Franco chaque fois qu'il peut, dans ses articles, ses discours ou ses actes (défenses de républicains espagnols emprisonnés). C'est le temps de la parution de L'Homme révolté, les polémiques qui vont se développer à son propos puis la rupture avec les existentialistes et Jean-Paul Sartre.